# If It Makes You Happy
If It Makes You Happy is een nummer van de Amerikaanse zangeres Sheryl Crow uit 1996. Het is de eerste single van haar tweede, naar zichzelf vernoemde studioalbum.
Het nummer haalde in de Amerikaanse Billboard Hot 100 de 10e positie, en werd ook in een aantal andere landen een (bescheiden) hitje. In Nederland haalde het een 19e positie in de Tipparade.